# 佐治亚格威内特学院
33°58′52.44″N 84°0′10.22″W / 33.9812333°N 84.0028389°W
佐治亚格威内特学院（英語：Georgia Gwinnett College）是一所四年制州立大学，位于美国佐治亚州格威内特县首府劳伦斯维尔市，成立于2005年，是美国进入21世纪以来成立的第一所公立四年制大学。佐治亚格威内特学院是南方院校协会和佐治亚公立大学系统的成员之一，校体育队灰熊队隶属于全国大学校际体育协会。2017年，该校连续第四年被《美国新闻与世界报导》评为美国南部最多元化的大学，目前有学生12000余人。

## 概况
作为密西西比河以东面积较大的县之一，格威内特一直以来都没有一所四年制大学。2004年10月，佐治亚公立大学系统董事会投票决定在当地办学，2005年3月，在佐治亚州议会通过表决，由时任州长桑尼·珀杜签署生效。同年9月，董事会聘任退役陆军准将丹尼尔·J·考夫曼（Daniel J. Kaufman）担任首任校长。10月，佐治亚公立大学系统将该校命名为“佐治亚格威内特学院”，该校成为了全美第一所创立于21世纪的四年制公立大学，也是佐治亚州百年以来第一所创立的四年制大学。
佐治亚格威内特学院于2006年8月18日开放，首次共招收了118名学生，次年迎来了首届大一新生。2008年，举行了首届毕业典礼，共有17名学生毕业。2009年1月，佐治亚格威内特学院举行首次冬季毕业典礼，2013年增加夏季毕业典礼。2009年，南方院校协会给予佐治亚格威内特学院资质认证，赋予了该校申请学生和教师基金会的研究经费和奖励，并扩大学位课程，使得该校于同年秋季招收了3000多名学生。2010年，佐治亚格威内特学院开设了图书馆和学生宿舍的开放。同年秋季，共有5300名新生入学。2011年，开设学生中心、实验室大楼等。 截至2012年秋季，佐治亚格威内特学院的总注册人数达到了9,400人，该年也是校队灰熊队在全国大学校际体育协会的第一个赛季。2013年，斯坦利·C·普里茨泽夫斯基（Stanley C. Preczewski）继任校长。次年，佐治亚格威内特学院开设综合健康科学大楼、科学技术学院、健康科学学院及护理项目。2015年，庆祝十周年校庆，学校管理层对下一个十年计划提出了愿景。2018年2月20日，佐治亚格威内特学院商学院成为国际商管学院促进协会的成员。
现今，佐治亚格威内特学院已发展至拥有12000名学生的规模，拥有全职教职员工458人，兼职教职员工240人。它连续四年被《美国新闻与世界报道》评为美国南部最为多元化的大学，该校学生平均背负的学生贷款额度在相关排名中为最少。佐治亚格威内特学院现占地面积250英亩，共有A、B、C、D、E、F、G、H、I、L等主要建筑。其中，A至D为教学楼，E为学生中心，F楼是健身中心，G区为体育场馆，H楼为健康中心，I为部分教工办公处、L为图书馆。
佐治亚格威内特学院在学术方面属于南方院校协会和佐治亚公立大学系统的成员之一，目前按照不同专业分为商学、教育学、健康科学、文学、科学等部门，共有生物、商科、化学、犯罪学、英语、环境科学、历史、数学、护理、政治、心理等17种主修学科。

## 陆军预备军官训练团
佐治亚格威内特学院的陆军预备军官训练团（GGC Army ROTC）隶属于佐治亚大学陆军预备军官训练团。重点培养和发掘美国陆军未来的领导者，相关课程和实地培训为学生提供在任何竞争环境中取得成功所需的知识和经验，ROTC课程涵盖管理，道德，战术，法律，野外生存，军事历史、军队文化等方面。
陆军预备军官训练团的学员有机会获得军方的援助、补贴或薪金，毕业生不但可以获得本科学位，还将成为美国陆军少尉。

## 体育
佐治亚格威内特的校体育队隶属于全国大学校际体育协会（NAIA）独立院校联盟的成员，参与的体育项目包括，男子/女子足球、男子/女子网球、棒球、垒球。灰熊是佐治亚格威内特作为学院的昵称，也是官方吉祥物。吉祥物被命名为“将军”，以纪念该校创始人、首任校长、曾在美国陆军准将的丹尼尔·J·考夫曼。

## 历任校长
| 任数 | 姓名                    | 任期      | 备注           |
| ---- | ----------------------- | --------- | -------------- |
| 1    | 丹尼尔·J·考夫曼         | 2005-2013 | 前美国陆军准将 |
| 2    | 斯坦利·C·普里茨泽夫斯基 | 2013-2019 | 前美国陆军上校 |
| 3    | 简·L·约瑟夫             | 2019至今  |                |